# Молодых, Эдуард Ильич
Эдуард Ильич Молодых (1 сентября 1936 — 15 декабря 1996) — советский и российский учёный в области ракетных двигателей, теплофизики и газодинамики, физико-математического моделирования и теоретического исследования процессов в системах специального назначения. Доктор физико-математических наук (1981), профессор.
После 1974 г. главными областями его научных интересов стали физика и техника ядерных и химических реакторов, физика лазеров. Автор и научный руководитель в совокупности более двухсот (закрытых и открытых) научных работ.
Ушёл из жизни 15 декабря 1996 года.

## Биография

### Образование
Родился 1 сентября 1936 года в семье военнослужащего. В 1953 году окончил среднюю школу и стал студентом МВТУ им. Н. Э. Баумана. Со второго курса начал заниматься научной работой, после окончания МВТУ оставлен на кафедре «Двигатели летательных аппаратов» факультета «Энергетическое машиностроение», где после защиты кандидатской диссертации в должности старшего научного сотрудника стал организатором, научным руководителем и автором многих научных работ и проектов, имеющих закрытый характер в области ракетных двигателей, теплофизики и др. сопутствующих направлений.
В 1970 г. завершил докторскую диссертацию по тематике на стыке прикладной газодинамики, теплофизики и ядерной физики в плане создания систем специального назначения. Защита состоялась через 11 лет.

### Научная и научно-педагогическая деятельность
Научная и научно-педагогическая деятельность продолжилась с 1971 г. на кафедре физики Московского лесотехнического института, где им была создана научно-исследовательская и опытно-конструкторская база, в которой под его руководством и при личном участии были выполнены разработки новых специальных систем и ряд закрытых работ.
С 1975 г. работал в Научно-производственном объединении (НПО) «Астрофизика» Министерства Оборонной промышленности в качестве научного работника и специалиста широкого профиля (на стыке прикладной физики, теплофизики, физико-математического моделирования, вычислительной математики и программирования на ЭВМ). После защиты докторской диссертации (1981) — руководитель теоретической группы, а затем расчётно-теоретического сектора одного из исследовательских отделов Особого конструкторского бюро (ОКБ) указанного НПО.
В период работы в НПО «Астрофизика» им было впервые развито в нашей стране направление физико-математического моделирования, численного исследования и прогнозирования на ЭВМ процессов в импульсно-периодических лазерах на парах различных металлов, химических и газовых лазерах и получены результаты, имеющие большое значение при создании лазерных и оптических систем и исследовании кинетики плазмо-химических процессов и физики плазмы.

### Опубликованные работы
Опубликованные в соавторстве с учениками работы:
- «Расчёт генерации излучения в парах металлов» (Сб. «Труды МФТИ», сер. «Радиотехника и электроника», 1979).
- «Теоретическое исследование развития генерации в импульсных лазерах на парах металлов» (Доклады 2-й Всесоюзной конференции «Оптика лазеров». Ленинград, 1980).
- «Установление функции распределения электронов по энергиям в плазме объёмного разряда» (РЖ, 1980, № 10/1/, 10Г 26 ДЕП).
- «Расчётное исследование импульсно-периодического лазера на парах меди» (Ж. «Квантовая электроника», 1980, т.7, № 11).
- «Расчёт динамических характеристик лазера на парах металлов» (РЖ, 1980, № 10 Д 990 ДЕП).
- «Численное моделирование развития генерации в импульсных лазерах на парах металлов» (Ж. «Доклады АН СССР, 1981, т. 260, № 4).
- „Математическое моделирование газовых лазеров на электронных переходах атомов“ (Всесоюзная конференция „Оптика“ лазеров, Ленинград, 1982).
- „Оптимизация лазеров на парах металлов“ (Ж. Квантовая электроника», т. 10, 1983, № 3).
- «Соотношения подобия в импульсных лазерах на парах металлов» (Ж. «Квантовая электроника», т. 10, 1983, № 8).
- «Численное исследование генерации в лазере на парах меди с гелием при возбуждении электронным пучком, образующимся в открытом разряде» (Всесоюзная конференция «Инверсная заселённость и генерация на переходах в атомах и молекулах», Томск, 1986).
- «Накачка лазеров на парах меди индукционным полем, возникающим при инжекции электронного пучка» (Всесоюзная конференция «Инверсная заселённость и генерация на переходах в атомах и молекулах». Томск, 1986). «Влияние предымпульсной концентрации электронов и заселённости нижних лазерных уровней на ограничение средней мощности излучения в электроразрядных импульсно-периодических лазерах на парах металлов (ЭРИЛПМ)» (Ж. «Квантовая электроника», т. 17, 1990, № 10).
- «Numerical simulation of a pulse-periodie Laser based on metal-ion vapor» («Journal of Russian Laser Research», v.16, 1995, № 2).
- «Лазерная диагностика качества воздушного бассейна городов» (Международный конгресс «Экологические проблемы больших городов: инженерные решения». Секция «Инженерная безопасность крупных городов: защита от природных и техногенных катастроф». Москва, 14-17 мая 1996).
- "OUTLOOK FOR PARAMETERS OF CW COPPER-VAPOR LASERS («Journal of Russian Laser Research», v. 17, 1996, № 4, с. 356—359).
- «MATEMATICAL SIMULANION OF THE OUTPUT SNAGE OF AHIGH_POWER VOLTAGE PULSE GENERATOR FOR PUMPING» («Journal of Russian Laser Research», v. 17, 1996, № 4).
- «A complex study of the characteristics of compact heat exchanger for copper vapour laser mirrors» («Journal Moscow Phys. Society». Soc. 7, 1997, p. 1-12).
- «Investigation of processes in heat pipe used for cooling laser mirror» («Journal of Russian Laser Reseach», 1997, № 2).

Соавтор монографии:
- В. М. Батенин, В. В. Бучанов, М. А. Казарян, И. И. Климовский, Э. И. Молодых. Лазеры на самоограниченных переходах атомов металлов — М.: «Научная книга». 1998. — 554 с.
- второе издание Лазеры на самоограниченных переходах атомов металлов-2. В 2 т. Т. I : [монография] / ред.: В. М. Батенин .— М. : ФИЗМАТЛИТ, 2009 .— 545 с. — Кол. авт.: Батенин В. М., Бойченко А. М., Бучанов В. В., Казарян М. А., Климовский И. И., Молодых Э. И. — ISBN 978-5-9221-1085-3

Работы, восстановленные из архива Эдуарда Ильича и частично дополненные его учениками (Н. Н. Васильевой, В. В. Тыкоцким и С. А. Гарелиной) опубликованы в трёх научных статьях (каждая из которых является продолжением предыдущей) в научном журнале Академии
«НАУЧНЫЕ И ОБРАЗОВАТЕЛЬНЫЕ ПРОБЛЕМЫ ГРАЖДАНСКОЙ ЗАЩИТЫ», 2013 г., № 1, 2 и 3.
Другие статьи, восстановленные из архива и опубликованные его учениками:
- «О вычислении хода времени из данных электрона» (Работа в сокращённом варианте опубликована в 2002 г. сборнике докладов научно-педагогического состава, постоянного состава, слушателей, курсантов и студентов Академии /Вып. 14, Новогорск: АГЗ МЧС России, 2002/).
- «О вычислении хода времени по астрономическим данным» (Работа впервые опубликована на сайте кафедры довузовской подготовки Лицея № 15 г. Химки).

## Семья
Сын Эдуарда Молодых — Олег Эдуардович – обучался на физическом факультете МГУ им. М. В. Ломоносова, защитил в 1984 г. диссертацию кандидата физико-математических наук и с середины 90-х годов посвятил себя руководящей деятельности в организации экономического направления.